# دولت ششم احمد قوام
دولت ششم احمد قوام یکی از دولت‌های دوران پادشاهی مشروطه در دورهٔ پهلوی است که از مرداد تا مهر ۱۳۲۵ فعالیت کرد. رئیس این دولت، احمد قوام بود.
احمد قوام به تاریخ ۱۰ مرداد ۱۳۲۵ استعفا می‌دهد و در همین روز هیئت وزیران جدید را با شرکت سه تن از سران حزب توده به حضور شاه معرفی می‌کند.

## هیئت دولت
| نخست‌وزیر                   |  | احمد قوام            | ۱۰ مرداد ۱۳۲۵ | ۲۵ مهر ۱۳۲۵ | دموکرات | [ ۲ ] |
| وزیران                     |  |                      |               |             |         |       |
| وزیر امور خارجه            |  | احمد قوام            | ۱۰ مرداد ۱۳۲۵ | ۲۵ مهر ۱۳۲۵ | دموکرات | [ ۲ ] |
| وزیر بهداری                |  | مرتضی یزدی           | ۱۰ مرداد ۱۳۲۵ | ۲۵ مهر ۱۳۲۵ | توده    | [ ۲ ] |
| وزیر پست و تلگراف و تلفن   |  | منوچهر اقبال         | ۱۰ مرداد ۱۳۲۵ | ۲۵ مهر ۱۳۲۵ | دموکرات | [ ۲ ] |
| وزیر پیشه و هنر و بازرگانی |  | ایرج اسکندری         | ۱۰ مرداد ۱۳۲۵ | ۲۵ مهر ۱۳۲۵ | توده    | [ ۲ ] |
| وزیر جنگ                   |  | احمد امیراحمدی       | ۱۰ مرداد ۱۳۲۵ | ۲۵ مهر ۱۳۲۵ | نظامی   | [ ۲ ] |
| وزیر دادگستری              |  | اللهیار صالح         | ۱۰ مرداد ۱۳۲۵ | ۲۵ مهر ۱۳۲۵ | ایران   | [ ۲ ] |
| وزیر دارایی                |  | عبدالحسین هژیر       | ۱۰ مرداد ۱۳۲۵ | ۲۵ مهر ۱۳۲۵ | مستقل   | [ ۲ ] |
| وزیر راه                   |  | محمدحسین فیروز       | ۱۰ مرداد ۱۳۲۵ | ۲۵ مهر ۱۳۲۵ | نظامی   | [ ۲ ] |
| وزیر فرهنگ                 |  | فریدون کشاورز        | ۱۰ مرداد ۱۳۲۵ | ۲۵ مهر ۱۳۲۵ | توده    | [ ۲ ] |
| وزیر کار و تبلیغات         |  | مظفر فیروز           | ۱۰ مرداد ۱۳۲۵ | ۲۵ مهر ۱۳۲۵ | دموکرات | [ ۲ ] |
| وزیر کشاورزی               |  | شمس‌الدین امیرعلائی   | ۱۰ مرداد ۱۳۲۵ | ۲۵ مهر ۱۳۲۵ | ایران   | [ ۲ ] |
| وزیر کشور                  |  | احمد قوام            | ۱۰ مرداد ۱۳۲۵ | ۲۵ مهر ۱۳۲۵ | دموکرات | [ ۲ ] |
| وزیران مشاور               |  |                      |               |             |         |       |
| وزیر مشاور                 |  | انوشیروان سپهبدی     | ۱۰ مرداد ۱۳۲۵ | ۲۵ مهر ۱۳۲۵ | مستقل   | [ ۲ ] |
| معاونان نخست‌وزیر           |  |                      |               |             |         |       |
| معاون اداری                |  | عزیزالله اعزاز نیک‌پی | ۱۰ مرداد ۱۳۲۵ | ۲۵ مهر ۱۳۲۵ | دموکرات | [ ۳ ] |
| معاون سیاسی و پارلمانی     |  | مظفر فیروز           | ۱۰ مرداد ۱۳۲۵ | ۲۵ مهر ۱۳۲۵ | دموکرات | [ ۲ ] |